# Tymoteusz Świątek
Tymoteusz Świątek (ur. 29 lipca 1993 w Bochni) – polski zawodnik mieszanych sztuk walki wagi lekkiej oraz koguciej. Walczył dla takich organizacji jak: PLMMA, Cage, MMA Attack czy FEN. Były pretendent do pasa mistrzowskiego FEN i PLMMA.

## Kariera MMA

### Wczesna kariera
Zadebiutował na gali MMAC 5 – Fight Night, która odbyła się 3 lutego 2012 roku. Wygrał wówczas z Dawidem Masarczykiem przez techniczny nokaut w 2 rundzie.

### MMA Attack i FEN
Po serii 10 wygranych walk na gali MMA Attack 3 zmierzył się z Marcinem Lasotą. Przegrał przez techniczne poddanie w trzeciej rundzie.
W debiucie dla organizacji, podczas FEN 2: Bartnik vs. Dembler pokonał Gerarda Lindera przez poddanie.
W kwietniu 2014 roku dostał szansę walki o pas fińskiej organizacji Cage z Timo-Juhani Hirvikangas. Walkę tę przegrał przez techniczny nokaut w 1 rundzie.
28 czerwca 2014 powrócił do FEN, gdzie podczas gali FEN 3: The War is Coming znokautował w pierwszej rundzie Szweda, Martina Fouda Afana Bipouna.
Prawie dwa miesiące później, podczas kolejnej edycji FEN-u poddał duszeniem zza pleców w rundzie trzeciej Pavla Svobode.
6 marca 2015 na wydarzeniu FEN 6: Showtime przystąpił do walki o pas mistrzowski FEN w wadze koguciej, mierząc się z Victorem Marinho. Przegrał przez techniczny nokaut, w ostatniej, piątej rundzie tego starcia. Walka została nagrodzona przez organizację bonusem w kategorii walka wieczoru.
Po ponad 2,5 rocznej przerwie został znokautowany przez Mariana Ziółkowskiego latającym kolanem podczas PLMMA 75. Stawką pojedynku był pas mistrzowski tej organizacji.

## Osiągnięcia

### Mieszane sztuki walki[14]
- Mistrzostwa Polski Zachodniej Berlinek – 1 miejsce Junior – 65 kg
- ALMMA 11 Sochaczew – 3 miejsce Junior – 65 kg
- 12 Bochnia – 1 miejsce Junior – 62 kg
- ALMMA 15 Sochaczew – 1 miejsce Junior – 62 kg.
- Otwarte Mistrzostwa Polski Teresin – 3 miejsce – 62 kg.
- ALMMA 16 Bochnia – 1 miejsce OFS – 62 kg.
- ALMMA 18 Sochaczew – 1 miejsce OFS -62 kg.
- ALMMA 19 Jaworzno – 1 miejsce Full Contact – 62 kg.
- ALMMA VIP Bochnia – 1 miejsce Full Contact – 62 kg.

## Lista zawodowych walk w MMA
| Wynik     | Bilans   | Przeciwnik (bilans przed walką)    | Rozstrzygnięcie                           | Runda | Czas | Rozgrywki                                    | Data       | Miejsce      | Uwagi                                                                     |
| --------- | -------- | ---------------------------------- | ----------------------------------------- | ----- | ---- | -------------------------------------------- | ---------- | ------------ | ------------------------------------------------------------------------- |
| Przegrana | 15-4 (1) | Marian Ziółkowski (17-5-1)         | TKO (latające kolano)                     | 1     | 3:15 | PLMMA 75                                     | 01.12.2017 | Warszawa     | Pojedynek o pas mistrzowski PLMMA w wadze lekkiej                         |
| Przegrana | 15-3 (1) | Victor Marinho (8-1)               | TKO (ciosy pięściami)                     | 5     | 2:25 | FEN 6: Showtime                              | 06.03.2015 | Wrocław      | Pojedynek o pas mistrzowski FEN w wadze koguciej. Bonus za walkę wieczoru |
| Wygrana   | 15-2 (1) | Pavel Svoboda (11-3)               | Poddanie (duszenie zza pleców)            | 3     | 1:56 | FEN 4: Summer Edition                        | 16.08.2014 | Sopot        |                                                                           |
| Wygrana   | 14-2 (1) | Martin Fouda Afana Bipouna (4-4-1) | KO (ciosy w stójce)                       | 1     | 3:32 | FEN 3: The War is Coming                     | 28.06.2014 | Wrocław      |                                                                           |
| Przegrana | 13-2 (1) | Timo-Juhani Hirvikangas (8-2)      | TKO (ciosy pięściami)                     | 1     | 4:35 | Cage 26                                      | 05.04.2014 | Turku        | Pojedynek o pas mistrzowski Cage w wadze koguciej                         |
| Wygrana   | 13-1 (1) | Gerard Linder (4-0)                | Poddanie (duszenie trójkątne rękoma)      | 1     | 2:20 | FEN 2: Bartnik vs. Dembler                   | 08.03.2014 | Wrocław      | Debiut w FEN                                                              |
| Wygrana   | 12-1 (1) | Damien Pighiera (5-2)              | Poddanie (duszenie gilotynowe)            | 3     | 0:25 | Roundhouse MMA – The Beginning               | 06.10.2013 | Berlin       |                                                                           |
| Wygrana   | 11-1 (1) | David Skrisovsky (3-0)             | Poddanie (duszenie gilotynowe)            | 1     | 1:08 | MMAC 14 – In the Shadow of the Great Krokiew | 3.05.2013  | Zakopane     |                                                                           |
| Przegrana | 10-1 (1) | Marcin Lasota (6-0)                | Techniczne poddanie (duszenie zza pleców) | 3     | 2:50 | MMA Attack 3                                 | 27.04.2013 | Katowice     |                                                                           |
| Wygrana   | 10-0 (1) | Marian Kotlar (8-1)                | TKO (ciosy pięściami)                     | 1     | 1:00 | Soul FC – MMAster Finale                     | 26.01.2013 | Zielona Góra |                                                                           |
| Wygrana   | 9-0 (1)  | Damian Rakowski (0-0)              | TKO (ciosy pięściami)                     | 1     | 0:59 | PLMMA 10 – 2012 Final                        | 29.12.2012 | Warszawa     |                                                                           |
| Wygrana   | 8-0 (1)  | Tomasz Ryszczyk (0-0)              | TKO (ciosy pięściami)                     | 1     | 3:02 | MMAC 13 – Highlander Tango                   | 28.12.2012 | Nowy Targ    |                                                                           |
| Wygrana   | 7-0 (1)  | Patryk Grzegorczyk (0-0)           | Decyzja (jednogłośna)                     | 2     | 5:00 | TDFA – Finals                                | 01.12.2012 | Kraków       |                                                                           |
| Wygrana   | 6-0 (1)  | Kamil Selwa (1-0)                  | TKO (ciosy pięściami)                     | 1     | 0:08 | PLMMA 9                                      | 24.11.2012 | Chełm        |                                                                           |
| Wygrana   | 5-0 (1)  | Ibrahim Barkinoev (1-1)            | Poddanie (duszenie trójkątne rękoma)      | 2     | 1:54 | PLMMA 7 / MMA Cup 3                          | 20.10.2012 | Białystok    |                                                                           |
| Wygrana   | 4-0 (1)  | Rafał Wilkoński (0-0)              | TKO (ciosy pięściami)                     | 2     | 3:50 | MMAC 10 – Return of the Gladiators           | 28.09.2012 | Sosnowiec    |                                                                           |
| Wygrana   | 3-0 (1)  | Serobyan Grochya (0-0)             | Decyzja (jednogłośna)                     | 3     | 4:00 | PLMMA 4                                      | 01.09.2012 | Nowy Wiśnicz |                                                                           |
| Wygrana   | 2-0 (1)  | Kamil Baron (1-0)                  | Poddanie (duszenie trójkątne rękoma)      | 2     | 1:38 | MMAC 7 – Titans Night                        | 26.05.2012 | Krosno       |                                                                           |
| Nieodbyta | 1-0 (1)  | Kamil Baron (1-0)                  | No contest                                | 2     | 5:00 | MMAC 6 – Blood Night                         | 05.05.2012 | Nowy Sącz    |                                                                           |
| Wygrana   | 1-0      | Dawid Masarczyk (0-0)              | TKO (ciosy pięściami)                     | 2     | 1:29 | MMAC 5 – Fight Night                         | 03.02.2012 | Jasło        | Debiut w MMA                                                              |